# فقیر نبی
فقیر نبی، بازیگر دهه‌های پنجاه و شصت افغانستان بود. او نخستین نقش‌اش را در فیلم «سیاه مو و جلالی» ایفا نمود.
فقیر نبی، در سال ۱۳۳۱ خورشیدی در شهر کابل زاده شد و تحصیلات متوسطه خود را در دبیرستان نادریه در همان شهر به پایان رساند. در سال ۱۳۴۹ هـ.ش. برای ادامه تحصیلات عالی عازم کشور هند شد و در انستیتوی پونا بازیگری سینما آموخت.
در سال ۱۳۵۵ هـ.ش. به افغانستان بازگشت و به فعالیت‌های هنری در عرصه تئاتر و سینما پرداخت. او از سال ۱۹۹۲ در کشور هند زندگی می‌کند.
وی در تاریخ ۶ تیر ۱۳۹۹ به علت بیماری کرونا در بیمارستان واقع در کابل درگذشت.

## زندگی هنری
(۱۳۵۶ هـ. ش) به کارگردانی عباس شبان بازی کرد. این فیلم، نخستین فیلم به‌گونه رنگی در عرصهٔ سینمای افغانستان بود.
البته بازی‌های او در فیلم‌های دیگری همچون «اختر مسخره» (۱۳۶۰ هـ. ش)، به کارگردانی انجینر لطیف که فیلمنامه آن کار نویسندگی رهنورد زریاب بود، جزو شاهکارهای تاریخ سینما افغانستان محسوب می‌شود.
علاوه بر بازیگری، در میان کارگردانان افغانستان، نیز از او نام برده می‌شود که از جمله آثار او می‌توان به فیلم‌های «دختر با پیراهن سپید» و «سر بند» اشاره کرد.